# Pavla Vachková
Pavla Vachková (24. srpna 1891, Smiřice – 1978, USA) byla operní pěvkyně (sopranistka), členka opery Národního divadla, manželka politika a diplomata Štefana Osuského.

## Život
Pocházela z chudé rodiny kočího. Jejího talentu si všiml otcův zaměstnavatel, židovský podnikatel Klein, který jí po celou dobu přispíval na studia zpěvu. V letech 1908–1910 studovala zpěv na pražské konzervatoři . Členkou opery Národního divadla byla pouze necelých pět let, od listopadu 1914 do srpna 1919. Od lyrických partů zde postupně přecházela k úlohám dramatického sopránu, pro něž disponovala dobře školeným, zvučným a barevným hlasem. V roce 1915 vytvořila Rusalku ve třetím nastudování stejnojmenné opery a roli zpívala celkem 24 x. Dále se na Národním divadle zapsala mj. jako Milada a Libuše, v nichž čestně obstála vedle v té době hostující Emy Destinnové. Hrála rovněž kněžnu Libuši v němém filmu z roku 1919.
Po sňatku se Štefanem Osuským, čs.diplomatem, v roce 1919 zanechala umělecké činnosti a žila ve Francii. Zasloužila se o rozvoj československo-francouzských hudebních styků, mj. o provedení Prodané nevěsty v Paříži v roce 1928.

## Galerie

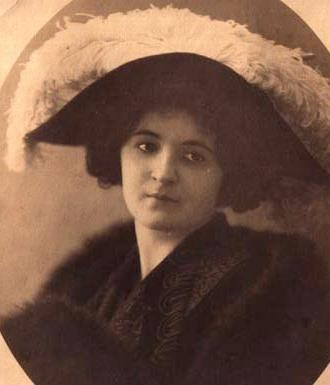
Pavla Vachková Osuská
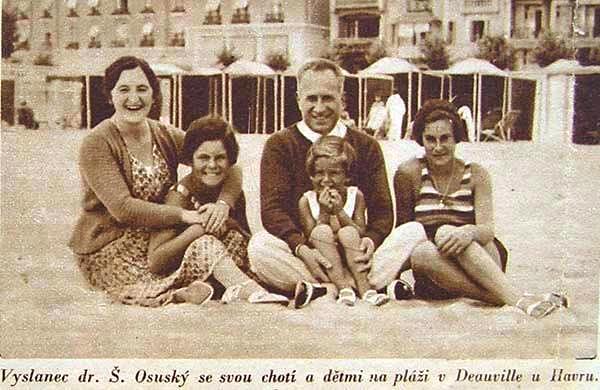
Pavla Vachková-Osuská s manželem Štefanem Osuským a dětmi